# Boris Cergolj
Boris Cergolj, slovenski zdravnik, * 12. december 1920, Vatovlje, † 20. avgust 1998, Izola.
Po diplomi 1953 na ljubljanski Medicinski fakulteti je leta 1968 opravil specializacijo iz splošne medicine. Kot zdravnik in upravnik Zdravstvenega doma v Sežani (1954-1965) se je posvetil organizaciji primarnega zdravstva prebivalstva, dispanzerski in specialistični dejavnosti, kot vodja oddelka za socialno medicino na Zavodu za zdravstveno varstvo Koper (1966-1987) pa socialni medicini, zdravstveni statistiki in zakonodaji.